# Le Célèbre Capitaine Blake
Pour plus de détails, voir Fiche technique et Distribution.
Le Célèbre Capitaine Blake (The River of Romance) est un film américain réalisé par Richard Wallace, sorti en 1929.

## Fiche technique
- Titre original : The River of Romance

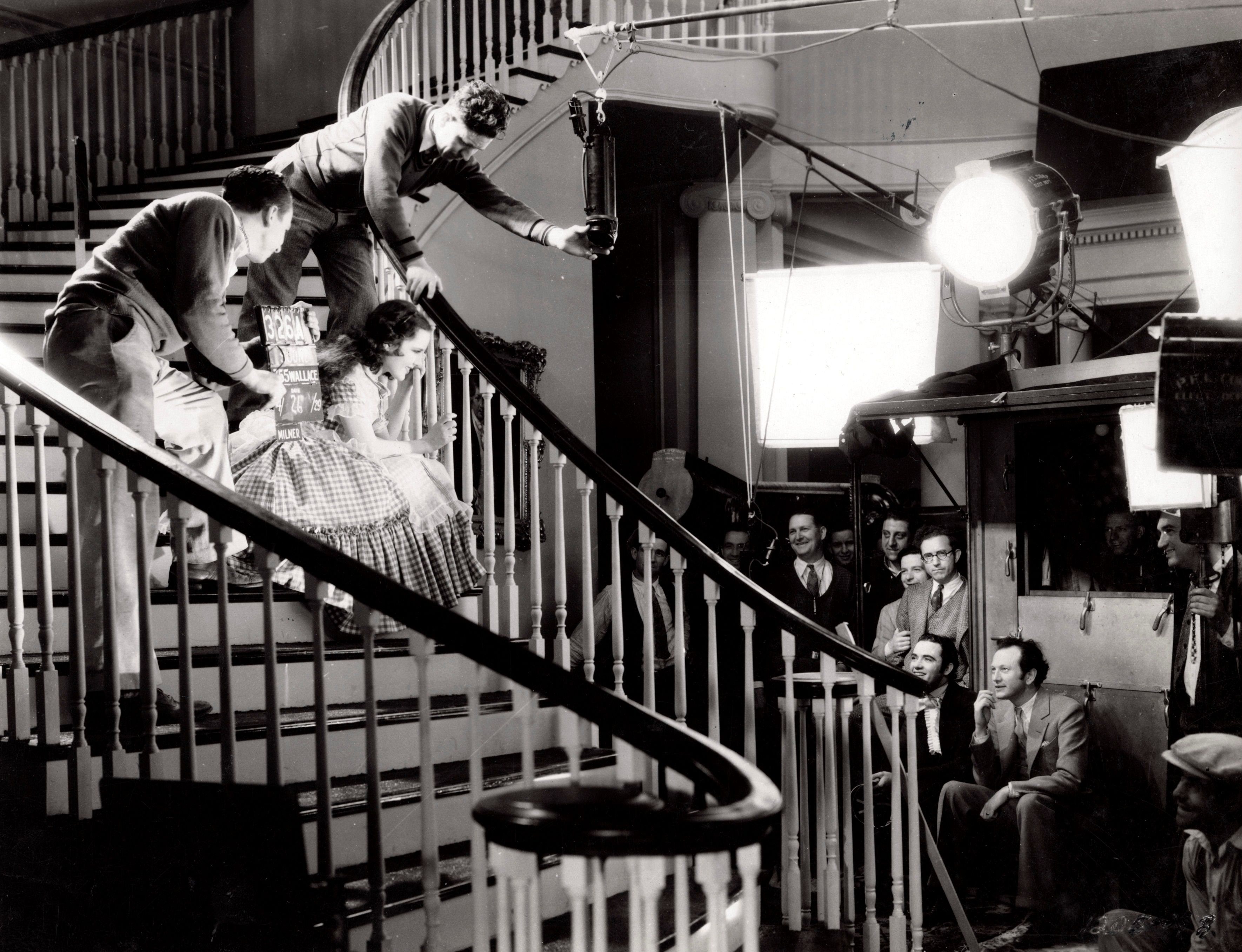
Photo prise lors du tournage du film.
On peut y voir Charles Rogers, Mary Brian et le réalisateur Richard Wallace.

- Titre français : Le Célèbre Capitaine Blake
- Réalisation : Richard Wallace
- Scénario : Ethel Doherty (en), Joseph L. Mankiewicz, Dan Totheroh et John V.A. Weaver (en) d'après la pièce de Booth Tarkington
- Photographie : Victor Milner
- Montage : Alyson Shaffer (en)
- Société de production : Paramount Pictures
- Pays de production : États-Unis
- Format : Noir et blanc
- Genre : drame
- Date de sortie : 1929

## Distribution
- Charles Rogers : Tom Rumford
- Mary Brian : Lucy Jeffers
- June Collyer : Elvira Jeffers
- Henry B. Walthall : Général Jeff Rumford
- Wallace Beery : Général Orlando Jackson
- Fred Kohler : Capitaine Blackie
- Natalie Kingston : Mexico
- Walter McGrail : Major Patterson
- Anderson Lawler (en) : Joe Patterson
- Percy Haswell : Madame Rumford
- George Reed : Rumbo
- Frank Brownlee : Joueur de cartes (non crédité)
- Virginia Bruce (non créditée)